# Plebejus cottlei
Plebejus cottlei är en fjärilsart som beskrevs av R. Ewan Fordyce 1916. Plebejus cottlei ingår i släktet Plebejus och familjen juvelvingar. Inga underarter finns listade i Catalogue of Life.